# Sigifredo di Mantova
Sigifredo di Mantova (... – 1191) è stato un vescovo cattolico italiano.

## Biografia
Poche notizie si hanno sul vescovo Sigifredo, canonico della cattedrale di Mantova, forse di origini mantovane o ferraresi. Partecipò a Verona ad un incontro di vescovi italiani. Assistette nel 1189 alla costruzione dell'ospedale di San Cataldo, nei pressi di Mantova, affidandolo ai frati e alle monache.
Dal punto di vista documentale, Sigifredo è attestato come vescovo di Mantova dal 5 ottobre 1189 al febbraio 1191.